# Drivin' Me Wild
"Drivin' Me Wild" je treći singl sa sedmog studijskog albuma Finding Forever američkog repera Commona. Na singlu se kao gostujući vokal pojavljuje britanska ska pjevaćica Lily Allen.

## O pjesmi
Pjesma sadrži elemente pjesme "Love Has Fallen on Me" Rotary Connectiona. "Drivin' Me Wild" je prva pjesma s albuma objavljena u Engleskoj kao singl. Do suradnje je došlo kada je Kanye West Commonu preložio da singlu ugosti Lily Allen. Common se oduševio Lily Allen te izjavio:

## Videospot
Videospot je snimljen pod redateljskom palicom Chrisa Robinsona u Las Vegasu, a prati tekst pjesme. U videu se pojavljuje i Jeremy Piven. 31. prosinca 2007. video se pojavio kao 99. najbolji u 2007. godini na BET's Notarized: Top 100 Videa 2007. godine.
Lily je kasnije u jednom dokumentarcu izjavila da na snimanju nisu bili ljubazni prema njoj. Stavili su ju u astronautsko odijelo i nikoga nije bilo briga što je bolesna.

## Popis pjesama

#### Britanski CD singl
1. "Drivin' Me Wild"
2. "Testify"

#### Europski CD singl
1. "Drivin' Me Wild" (Radio Edit)
2. "Drivin' Me Wild"
3. "Drivin' Me Wild" (Instrumentalno)

#### 12" singl

##### A-strana
1. "Drivin' Me Wild"
2. "Drivin' Me Wild" (Instrumentalno)

##### B-strana
1. "The Game"
2. "The Game" (Instrumentalno)

## Top liste
| Top lista (2007.)      | Najviša pozicija |
| ---------------------- | ---------------- |
| Ujedinjeno Kraljevstvo | 56               |